# Carl Fredrik Löwenborg
Carl Fredrik Löwenborg , född den 1 mars 1803 på Sveaborg, död den 5 december 1895 på sin egendom Virbo i Misterhults församling, Kalmar län, var en svensk sjömilitär.  Han var far till Otto Löwenborg.
Löwenborg inskrevs vid Lunds universitet 1816. Han blev sergeant vid arméns flottas Göteborgseskader 1819 och sekundlöjtnant vid örlogsflottan 1820. Löwenborg avlade officersexamen 1821. Han var andre styrman på handelsbriggen Sofia Maria 1821–1824 och på det tidigare linjeskeppet Tapperheten under dess resa till Sydamerikas fristater (den under namnet skeppshandeln bekanta expeditionen) 1825–1826. Löwenborg var anställd som enseigne de vaisseau i franska flottan 1828–1830. Han blev premiärlöjtnant i svenska flottan 1830, kaptenlöjtnant 1841 och kapten 1845. Löwenborg var chef på ångkorvetten Thor, som verkställde transporten av de svenska trupperna till Danmark 1848. Han befordrades till kommendörkapten 1852, överflyttades till flottans nya reservstat 1859 och beviljades avsked 1879. Löwenborg var verksam som sjömilitär författare. Han invaldes som ledamot av Örlogsmannasällskapet 1835 (hedersledamot 1862). Löwenborg blev riddare av Svärdsorden 1848.